# Das Vermächtnis der Azteken
Das Vermächtnis der Azteken ist ein kanadischer Abenteuerfilm mit Splatter-Elementen. Handlungsort des Fernsehfilms ist der Grand Canyon, Drehorte waren Cache Creek, Kamloops & die Thompson-Nicola Region in British Columbia, Kanada.

## Handlung
Dr. Samuel Jordan, Susans Vater, ist ein Archäologe auf der Suche nach einem verschollenen Aztekenschatz. Als er nicht zurückkehrt, gerät seine Tochter (die seine Leidenschaft teilt) in Sorge und alsbald zieht sie mit einer Handvoll weiterer Archäologen aus, um ihn zu suchen. Hierbei stoßen sie nach und nach sowohl auf lebendige, als auch vormals lebendige, wie niemals lebendige Spuren seiner Reise, welche letztendlich in ein verborgenes Tal im Grand Canyon führte. Dort entdecken sie sowohl Samuel, als auch einen weiteren Überlebenden, der gerade auf einem aztekischen Altar geopfert werden soll – die Azteken im Inneren des Tals leben nämlich noch mit Lendenschurz & Steinspeer, während sie ihren in dämonischer Gestalt auferstandenen Gott Quetzalcoatl nähren und verehren. Leider verschließt sich eine steinerne Tür hinter ihnen und so sitzen sie fürs Erste im Tal fest. Um später den Rückweg aus dem Tal zu öffnen, benötigen die (noch lebenden) Archäologen einen Schlüssel aus der „Schatzkammer“ im Inneren von Quetzalcoatls Tempel.

## Kritik
„Belangloser Abenteuerfilm mit einer lächerlichen Handlung, überforderten Darstellern und Spezialeffekten, die ebenfalls aus längst vergangenen Zeiten zu stammen scheinen.“

## Produktion & Dreh
Die Produktion begann im Februar 2008, während die Dreharbeiten zwischen dem 26. April und dem 14. Mai 2008 stattfanden. Das Veröffentlichungsdatum wurde aufgrund nicht abgeschlossener Aufnahmen von November 2008 auf Dezember 2008 verschoben.